# Kurt Jäckel (Romanist)
Kurt Jäckel (* 21. Februar 1904 in Breslau; † 29. Juni 1937 in Bern) war ein deutscher Romanist.

## Leben und Werk
Jäckel studierte in Breslau zuerst Naturwissenschaften und Mathematik, dann Romanistik bei Carl Appel, Hermann Breuer, Rudolf Palgen und vor allem Fritz Neubert. Bei Neubert promovierte er 1931 mit Richard Wagner in der französischen Literatur. Wegen der im selben Jahr geschlossenen Ehe mit der Jüdin Hilde Jadassohn (Tochter des Dermatologen Josef Jadassohn und 1932 ebenfalls romanistisch promoviert) wurde ihm von den Nationalsozialisten eine Karriere unmöglich gemacht. Er verlor die Assistentenstelle bei Fritz Neubert und die Möglichkeit zur Habilitation. Jäckel ging mit Frau und Schwiegereltern zum Schwager nach Zürich und wurde 1936 mit der Unterstützung von Theophil Spoerri und Jakob Jud von der Universität Zürich habilitiert (Habilitationsschrift: Bergson und Proust. Eine Untersuchung über die weltanschaulichen Grundlagen von A la recherche du temps perdu, Breslau 1934). Er lehrte in Zürich im Sommersemester 1936 und im Wintersemester 1936/37. Jäckel starb mit 33 Jahren an einer schweren Nierenerkrankung.

## Weitere Werke
- Richard Wagner in der französischen Literatur. Bd. I: Gesamteinleitung und Die Lyrik, Breslau 1931. Bd. II: Die Prosa, insbesondere der Roman, Breslau 1932. Bd. III: Das Drama (nie erschienen)
- Hippolyte Taine, in: Archiv für das Studium der neueren Sprachen und Literaturen 170, 1936, S. 68–90
- Paul Morand und die Erneuerung des Exotismus in der französischen Literatur der Gegenwart, in: Zeitschrift für französische Sprache und Literatur 60, 1937, S. 344–377